# Johann Kirnberger
Johann Philipp Kirnberger (Saalfeld, 24 april 1721 - Berlijn, 27 juli 1783) was een Duitse componist, kapelmeester,  muziektheoreticus, klavecimbelspeler en violist. Tegenwoordig is hij voornamelijk bekend vanwege zijn theoretische werk Die Kunst des reinen Satzes in der Musik (1774, 1779). Hij ontwikkelde getempereerde stemmingen die bekend zijn onder de namen Kirnberger II en Kirnberger III.

## Levensloop
Kirnberger kreeg al vroeg viool- en klavecimbelles. Hij ging op de Latijnse school in Coburg en vertrok in 1738 naar Sondershausen waar hij bij Johann Peter Kellner en Heinrich Nikolaus Gerber muziek studeerde en met de muziek van Johann Sebastian Bach vertrouwd gemaakt werd. Alhoewel Ernst Ludwig Gerber het in zijn lexicon zo documenteert, is het omstreden, of hij bij Johann Sebastian Bach van 1739 tot 1741 klavecimbel en compositie studeerde, of dat hij slechts een paar maanden in 1741 in Leipzig verbleef. In 1741 kreeg hij een aanstelling aan het hof van een Poolse edelman en kwam in 1751 terug naar Dresden, waar hij bij kamermusicus Fickler zijn vioolstudie voltooide. In 1754 werd hij violist in de hofkapel van prins Frederik Hendrik Lodewijk van Pruisen op het slot Rheinsberg.
In 1758 werd hij compositieleraar, kapelmeester en muzikaal adviseur van prinses Anna Amalia van Pruisen. Ook studies bij Carl Heinrich Graun hebben invloed op zijn compositiestijl gehad. Verder was hij bekend met de zonen en andere leerlingen van Johann Sebastian Bach zoals Carl Philip Emanuel Bach, Johann Friedrich Agricola en Christoph Nichelmann. Hij heeft zich ook voor de verzameling en de publicatie van werken van Johann Sebastian Bach ingezet en publiceerde een omvangrijke bundel met kerkliedzettingen van Bach (1784–87). Talrijke werken van Bach zijn uitsluitend in de bestanden van het door Kirnberger aangelegde en opgebouwde archief (Bibliotheek van Anna Amalia van Pruisen - sinds 1914 in de Pruisische staatsbibliotheek Berlijn) voor het nageslacht behouden gebleven. 
Kirnberger is naast zijn werkzaamheden als componist voornamelijk bekend voor zijn muziektheoretisch werk Die Kunst des reinen Satzes in der Musik. Hij ontwikkelde getempereerde stemmingen die bekend zijn onder de namen Kirnberger II en Kirnberger III. Zijn harmonische aanpak heeft het vergund, ook instructies voor mechanische muziekproductie te geven Der allezeit fertige Menuetten- und Polonoisenkomponist (1757), een de muzikale dubbelsteen verwante poging, en de misschien ernstige Methode, Sonaten aus'm Ermel zu schüddeln (1783). Hij is ook auteur van 112 artikelen van de door Johann Georg Sulzer gepubliceerde Allgemeine Theorie der schönen Künste (I, 1771). 

## Composities

### Werken voor orkest
- - Concert in g mineur, voor klavecimbel, 2 violen, altviool en cello
- _ Concert in c mineur, voor klavecimbel, strijkers en basso continuo
- - Sinfonia in D majeur, voor 2 hoorns, strijkers en basso continuo
- - Sinfonia in Bes majeur
- - Suite in D majeur, voor strijkers en basso continuo

### Kamermuziek
- 1757: - Würfel-Menuet, voor 2 violen en cello[7]
- 1759: - Allegro für das clavier alleine wie auch für die violin mit dem violoncell zu accompagniren, voor viool en cello
- 1769: - Sonate in C majeur uit "Vermischte Musikalien", voor cello en basso continuo
- 1780: - Gesänge am Clavier, Canon voor 4 trompetten
- - 10 Triosonates, voor dwarsfluit (of viool), viool en basso continuo
- - Charakteristische Tanzweisen, voor drie blokfluiten (of andere instrumenten)
  1. Entrée
  2. Rigaudon
  3. Bourrée
  4. Menuetto
  5. Passepied
  6. Musette
  7. Cosack
  8. Gavotte
  9. Rondeau-fanfare
- - Musicalischer Circul in a mineur, voor dwarsfluit en basso continuo
- - Sonate nr. 1 in C majeur, voor dwarsfluit en basso continuo
- - Sonate nr. 2 in C majeur, voor dwarsfluit en basso continuo
- - Sonate nr. 3 in es mineur, voor dwarsfluit en basso continuo
- - Sonate nr. 4 in e mineur, voor dwarsfluit en basso continuo
- - Sonate nr. 5 in F majeur, voor dwarsfluit en basso continuo
- - Sonate nr. 6 in G majeur, voor dwarsfluit en basso continuo
- - Sonate nr. 7 in G majeur, voor dwarsfluit en basso continuo
- - Sonate nr. 8 in G majeur, voor dwarsfluit en basso continuo
- - Sonate nr. 9 in g mineur, voor dwarsfluit en basso continuo
- - Sonate nr. 10 in Bes majeur, voor dwarsfluit en basso continuo
- - Sonate nr. 1 in C majeur, voor viool en basso continuo
- - Sonate nr. 2 in c mineur, voor viool en basso continuo
- - Sonate in Bes majeur, voor hobo en basso continuo

### Vocale muziek

#### Cantates
- - Der Fall der ersten Menschen, cantate voor tenor, 3 instrumenten en basso continuo

#### Werken voor koor
- 1773: - Oden mit Melodien, voor gemengd koor en orgel (of klavecimbel)
- - An den Flüssen Babylons - Psalm 137, voor gemengd koor en basso continuo
- - Erbarm dich unser Gott, motet naar de psalmen 50 en 51 voor gemengd koor en basso continuo
- - Es ist das Heil uns kommen her, voor gemengd koor en basso continuo
- - Vorläuffiges Gutachten des Herrn Basses und seiner jüngern Herren Collegen des Tenors, Alts, und Soprans über die Frage: Was ist von dem musikalischen Referat des Herrn Pk in Sachen des seltsamen Klägers Herrn Türks, contra den Recensenten seiner Grundstimme, als einen von ihm selbst erträumten Chicaneur, zu halten?, voor gemengd koor

#### Liederen
- 1760: - Canon, voor 4 sopranen en basso continuo
- 1762: - Lieder mit Melodien, voor zangstem en klavecimbel
- 1773: - Oden mit Melodien, voor zangstem en klavecimbel
- 1779: - Lied nach dem Frieden, vom Herrn Claudius, voor zangstem en klavecimbel - tekst: Matthias Claudius

### Werken voor orgel
- 1777: - Acht fuga's, voor klavecimbel of orgel
- - 10 Variaties over "Ich schlief, da träumte mir"
- - Chaconne in D majeur
- - Choral: "Allein Gott in der Höh sei Ehr"
- - Choral: "Es ist das Heil uns kommen her"
- - Choral: "Komm, o komm du Geist des Lebens"
- - Choral: "Vom Himmel hoch da komm ich her"
- - Choral: "Wie schön leuchtet der Morgenstern"
- - Fuga in Bes majeur a 3 voci
- - Gelobet seist du, Jesu Christ
- - Herzlich tut mich verlangen
- - Ich dank dir
- - Komm Gott Schöpfer heilger Geist
- - Lobe den Herren, den mächtigen König
- - Thema en variaties over "Vom Himmel hoch da komm ich her"
- - Zwei Cappricen: Fuga und Choral "Was Gott tut, das ist wohlgetan"

### Werken voor piano
- 1759: - Allegro für das clavier alleine wie auch für die violin mit dem violoncell zu accompagniren, voor piano (of viool en cello)
- 1761: - Clavierübungen - Erste Sammlung
- 1762: - Clavierubungen - Zweyte Sammlung
- 1763: - Clavierübungen - Dritte Sammlung
- 1766: - Clavierubungen - Vierte Sammlung
- - Allegro in E majeur
- - Sonate in D majeur
- - Sonate in G majeur
- - Zweistimmige Fuge

### Werken voor klavecimbel
- 1761: - Allemande in a mineur
- 1769: - Vermischte Musikalien
  1. Menuet und Variationen,
  2. 3 Sonaten
  3. Ricercata
  4. verschillende kleine stukjes
- 1777: - Acht fuga's, voor klavecimbel of orgel
- - Charakteristische Tanzweisen (Recueil d'airs de danse caractéristiques)[8]
- - Fuga Bes majeur a 3 voci
- - Les Carillons

## Publicaties
- Der allezeit fertige Polonoisen- und Menuettencomponist,[9] Berlin: George Ludewig Winter, 1757. 28 p.
- Construction der gleichschwebenden Temperatur, Berlin: Friedrich Wilhelm Birnstiel, 1760. 8 p.
- Johann Philipp Kirnbergers Clavierüb̈ungen, mit der Bachischen Applicatur - in einer Folge von der leichtesten bis zu den schwersten Stücken, Berlin: Friedrich Wilhelm Birnstiel, 1761-1763.
- Anmerkungen über das Allabreve des Herrn Kirnberger in der 3. Sammlung von Marpurgs Clavierstücken, 1763.
- de 112 muzikale artikelen in de 1e deel (Letters: A-I) van Johann Georg Sulzer: Allgemeine Theorie der schönen Künste, 1771.
- Die Kunst des reinen Satzes in der Musik, 2 volumes, Berlin und Königsberg, C.F. Voss 1771; 1776-1779;[10] Reprint: Hildesheim, G. Olms, 1968.; Reprint: Kassel; New York: Bärenreiter Verlag, 2004. 250 p., ISBN 978-3-7618-1725-4
- Die wahren Grundsätze zum Gebrauche der Harmonie, darinn deutlich gezeiget wird, wie alle möglichen Accorde aus dem Dreyklang und dem wesentlichen Septimenaccord, und deren dissonirenden Vorhälten, herzuleiten und zu erklären sind, als ein Zusatz zu der Kunst des reines Satzes in der Musik naar Kirnbergers opleiding geschreven door Johann Abraham Peter Schulz, Berlin und Königsberg, G.J. Decker und G.L. Hartung, 1773. 115 p.
- Grundsätze des Generalbasses als erste Linien zur Komposition, Berlin: J. J. Hummel, 1781-1782. 88 p.; Reprint: Hildesheim, New York, G. Olms, 1974. ISBN 978-3-4870-5054-6
- Gedanken über die verschiedenen Lehrarten in der Komposition als Vorbereitung zur Fugenkenntnis, Wien: Im Verlag der K.K. prw. chemischen Druckerey am Graben, 1782. 31 p.
- Anleitung zur Singecomposition mit Oden in verschiedenen Sylbenmaaßen begleitet, Berlin: G. J. Decker, 1782. 85 p.
- Methode, Sonaten aus’m Ermel zu schüddeln, Berlin: Friedrich Wilhelm Birnstiel, 1783. 16 p.; Reprint: Mainz: Musikwiss. Inst., 1995.